# Sphaerodothis gaultheriae
Sphaerodothis gaultheriae är en svampart som beskrevs av Petr. 1963. Sphaerodothis gaultheriae ingår i släktet Sphaerodothis och familjen Phyllachoraceae.   Inga underarter finns listade i Catalogue of Life.